# 소니 픽처스 엔터테인먼트 해킹 사건
소니 픽처스 엔터테인먼트 해킹 사건은 2014년 11월 24일에 발생한 사건으로, 소니 픽처스 엔터테인먼트 회사 관계자 간의 전자 메일, 직원의 개인 정보, 미공개 영화 본편의 복사 등 다양한 정보의 유출을 초래하였다.

## 범인
해커 집단의 정체는 불명이며, 그들은 "Guardians of Peace" (평화의 수호자)라는 이름을 자칭하고 있다. 김정은 암살을 그린 코미디 영화 《디 인터뷰》를 비난한 조선민주주의인민공화국의 해커로 판단되고 있지만, 조선민주주의인민공화국 당국은 부정하고 있다. 또한 소니픽쳐스 내부의 소행으로 추정하고 있기도 하다.

## 유출된 정보
유출된 전자 메일을 통해 소니 픽처스의 공동 회장 히라이 카즈오와 에이미 파스칼이 《디 인터뷰》에서 김정은 암살 장면을 "완화"하도록 지시하고 있었던 것이 밝혀졌다. 이메일 외에 2015년에 공개가 예정되어 있는 《007 스펙터》의 각본의 사본이 유출되었다. 해커 집단은 《디 인터뷰》 미국 공개 일인 2014년 12월 25일에 새로운 정보를 공개한다고 예고하였다.

## 반응
2014년 12월 소니는 미디어에 해킹된 정보에 대한 보도를 자제할 것을 요청했다. 소니는 미디어가 이를 준수하지 않을 경우 법적 조치도 불사하겠다고 하였지만, 법학자 유진 볼로크는 만일 소송을 해도 소니 측이 "이길 가능성은 낮다."는 견해를 나타냈다. 《디 인터뷰》의 주연 세스 로건과 제임스 프랭코는 이 영화가 해킹 소동의 원인인지는 잘 모르겠다고 답했지만 나중에 프로모션 활동을 중단했다. 미국 극작가 아론 소킨은 〈뉴욕 타임스〉에서 해킹에 의해 유출된 정보를 공개하고 있는 미디어는 해커를 돕고 있는 것과 같다고 주장했다.

## 소송
2014년 12월 15일 직원의 사회 보장 번호나 의료 정보를 유출의 원인은 보안 대책의 부족이 원인인 것으로 두 전직 소니 픽처스 직원이 소송을 제기했다.

## 영향
《디 인터뷰》를 한 때 공개를 취소했었으나 12월 25일 미국전역 개봉 및 인터넷 유료 결제로 공개하였다.

## 같이 보기
- 3·20 전산 대란